# Ameristar Jet Charter
Ameristar Jet Charter ist eine US-amerikanische Fluggesellschaft mit Sitz in Dallas, Texas.

## Geschichte
Ameristar Jet Charter wurde 1988 gegründet.

## Flotte
Mit Stand Februar 2022 besteht die Flotte der Ameristar Jet Charter  und der Tochtergesellschaft Ameristar Charters aus 40 Flugzeugen:
Passagierflugzeuge:
| Modell                  | Anzahl | Bemerkungen                                           | Sitzplätze |
| ----------------------- | ------ | ----------------------------------------------------- | ---------- |
| Boeing 737-200C         | 1      | betrieben durch Ameristar Charters in VIP-Ausstattung | VIP        |
| Dassault Falcon 20      | 1      |                                                       | 10–14      |
| Beechcraft King Air E90 | 1      |                                                       | 7–8        |
| Learjet 25              | 1      |                                                       | 8          |
| Gesamt                  | 4      |                                                       |            |

Frachtflugzeuge:
| Modell                    | Anzahl | Bemerkungen                                         |
| ------------------------- | ------ | --------------------------------------------------- |
| Learjet 24                | 12     |                                                     |
| Learjet 25                | 05     |                                                     |
| Dassault Falcon 20        | 13     |                                                     |
| Douglas DC-9-10F          | 04     | Frachtflugzeuge; betrieben durch Ameristar Charters |
| McDonnell Douglas DC-9-83 | 02     | betrieben durch Ameristar Charters                  |
| Gesamt                    | 36     | -                                                   |